# Limba armeană
Limba armeană (în armeană Հայերեն, transliterat: Hayeren, cod ISO: hy) este o limbă indo-europeană vorbită majoritar în Armenia, în Republica Nagorno-Karabah și în regiunea Javakheti din sud-vestul Georgiei, dar și minoritar de diaspora armeană în multe state ale lumii, inclusiv în România. Limba are, în total, în jur de 6.000.000 de vorbitori.
Actualmente există două limbi armene, una răsăriteană, vorbită în Armenia și Iran, promovată de Academia de la Yerevan, și una apuseană, vorbită în Europa și America, promovată de Academia Mkhitaristă de la Viena. Armeana apuseană e mai apropiată ca vocabular și gramatică de armeana clasică, dar mai îndepărtată ca pronunțare. Armeana răsăriteană e mai apropiată de armeana clasică, în privința pronunțării. În tot cazul, armeana clasică (antică) stă la baza celor două dialecte armene de astăzi.
Armeana veche a fost statornicită în scris de Sfântul Mesrob Mașdoț (sec. V), care a creat și trei alfabete: alfabetul armean, alfabetul georgian și alfabetul alban (ultimul, astăzi, ieșit din uz).
Armeana clasică e încă folosită astăzi în slujbele liturgice ale ritului armean, atât în Biserica Apostolică Armeană, cât și în Biserica Armeano-Catolică.

## Originea
Cea mai veche mărturie a limbii armene datează secolul 5 d.Hr. (Biblia tradusă de Mesrob Mașdoț). Istoria anterioară a limbii este neclară și obiectul unor speculații de mult.
Primul text scris în limba armeană a fost traducerea Bibliei în armeană de către Sf. Mesrob, mai exact un verset din Cartea Proverbelor.
La începutul secolului al cincilea, armeana clasică , sau Grabar, a fost una dintre limbile Orientul Apropiat și Asia Mică. Deși o ramură autonomă în cadrul familiei indo-europeană a limbilor, ea a avut unele afinități cu limbile iraniană, greacă și balto-slave, dar nu a aparținut nici uneia din aceste grupuri. Acesta a fost caracterizată printr-un sistem de inflexiuni, spre deosebire de alte limbi, precum și o utilizare flexibilă și mai liberală de combinare a rădăcinilor cuvintelor pentru a crea cuvinte derivate și combinate prin aplicarea anumitor affixe aglutinante.
În perioada care a urmat după invenția alfabetului, limba Grabar (armeană clasică) s-a menținut pînă în epoca modernă. Un efort de modernizare a limbii în Marea Armenia și Regatul armean din Cilicia (sec. XI- XIV) a condus la adăugarea a mai multor caractere la alfabetul, ridicând numărul total la 38 de simboluri.
Cartea Prohodurilor de Gregory de Narek (951-1003), care ar putea fi considerată o capodoperă a literaturii universale, este, probabil, un bun exemplu de dezvoltare a unei literaturi scrise care a ajuns să fie cunoscut sub numele armeană medievală sau vernaculară.